# 沙内阿
沙内阿（法語：Chanéaz）是瑞士联邦西部法语区的沃州下设的一个镇。在行政上属于沃州北汝拉区管辖。沙内阿的总面积为1.39平方公里。截至2010年底，总人口为108。

## 历史
2013年1月1日，沙内阿将与沃州格罗区的穆东上沙佩勒、科尔翁、德讷济、马尔特朗日、穆东上内吕、佩尔-波桑、圣西耶尔日及捷朗合并，组成新的蒙塔奈尔镇（Montanaire）。